# Eric Close
Eric Randolph Close (Staten Island, 24 de Maio de 1967) é um ator estadunidense.
Seu pai é um ortopedista, e ele é o mais velho de três irmãos. Sua família constantemente se mudava, e ele viveu em Indiana, Michigan e finalmente em San Diego, onde acabaram por se fixar, quando Eric tinha 7 anos. Eric é bacharel em Comunicações, e se casou com Keri em 1995, dessa união, nasceram duas filhas, Katie e Ella.
Close se interessou em atuar desde cedo, e teve uma larga experiência na escola, porém, não decidiu seguir a carreira antes de terminar o seu curso universitário. Seu primeiro papel foi em Rat Songs, em Los Angeles, e após esta experiência, ele recebeu convites para participar de American Me em 1992, e Safe House, da diretora Elena Mannus. Depois de integrar o elenco desses filmes, Eric voltou a trabalhar no teatro, com a peça Thanksgiving Cries. No mundo da TV, ele fez várias aparições em Now and Again e Taken, além da série de ficção científica, Dark Skies, na qual interpretou o papel do protagonista. Há pouco tempo Close pôde ser visto em Desaparecidos, série de sucesso da CBS e atualmente interpreta o prefeito Teddy Conrad, na série Nashville

## Filmografia
- 2011-atualmente Suits como Travis Tanner
- 2014 American Sniper como DIA Agent Snead
- 2012 Nashville (série de televisão) Teddy Conrad
- 2011 I'm Coming Out John Macdonald
- 2008 Desaparecidos como Martin Fitzgerald.
- 2005 Kim Possible como Crash Cranston
- 2002 Taken como John
- 2000 The Magnificent Seven como Vin Tanner
- 1999 Now and Again como Michael Wiseman
- 1996 Dark Skies como John Loengard
- 1995 The Stranger Beside Me como Chris Gallagher
- 1995 Sisters como William "Billy" Griffin
- 1994 Hércules: A Lendária Jornada como Telamon
- 1994 McKenna como Brick McKenna
- 1993 Santa Barbara como Sawyer Walker
- 1992 Major Dad como Jim
- 1992 American Me como Juvie Hall Attacker